# L'amore (pel·lícula)
L'amore és una pel·lícula del 1948 italiana d'antologia dirigida per Roberto Rossellini que protagonitzen Anna Magnani i Federico Fellini. Després d'una dedicatòria inicial a Magnani per la seva capacitat d'actuació, consta de dues parts, un titulat La voce umana i l'altra Il miracolo. La segona part va ser prohibida als Estats Units, fins que va ser aprovada el 1952 per una decisió del Tribunal Suprem que defensava el dret a la llibertat d'expressió.

## La voce umana
Adaptat per Rossellini d'una obra de teatre de 1930 La veu humana de Jean Cocteau, aquesta mostra una dona sense nom (Magnani), sola al seu apartament que per telèfon intenta desesperadament salvar la seva relació amb l'home que l'ha abandonat.

## Il miracolo
Escrit conjuntament per Fellini, Pinelli i Rossellini, tracta sobre Nanni (Magnani), una dona senzilla i obsessivament religiosa que cuida cabres en una muntanya prop d'Amalfi. Quan passa un guapo errant barbut (Fellini), ella el pren per Sant Josep. Oferint-li el seu flascó de vi, l'emborratxa i ella s'adorm. Quan ella es desperta, ell se n'ha anat i està convençuda que la seva aparició va ser un miracle. Uns mesos després, quan es desmaia en un hort, les dones que l'ajuden descobreixen que està embarassada. Ella creu que aquest és un altre miracle, però per a la gent es converteix en una figura de ridícul fins que, fugint de la seva burla, fa una vida dura. A mesura que s'acosta el part, portant les seves poques possessions i acompanyada només d'una simpàtica cabra mainadera, s'enfila cansadament al cim d'una muntanya on hi ha una església aïllada. A dins, un nadó acaba de néixer plora, i es veu a la Nanni obrint el seu vestit per alimentar el seu fill miraculós.

## Estrena
La pel·lícula es va exhibir per primera vegada a Itàlia l'any 1948. Magnani va rebre un Nastri d'argento 1949 com a millor actriu pel Sindicat Nacional italià de Periodistes de Cinema a 1949 per la seva actuació. A causa de complicacions legals sobre els drets de l'obra de Cocteau, la versió original no es va mostrar àmpliament.

## The Ways of Love
El 1950, Il miracolo va ser eliminat de L'amore i es va col·locar en una pel·lícula d'antologia de tres parts anomenada The Ways of Love amb altres dos curtmetratges: A Day in the Country (1936) de Jean Renoir i Jofroi de Marcel Pagnol (1933). Després que el distribuïdor estatunidenc Joseph Burstyn, la va exhibir amb subtítols en anglès a Nova York el novembre de 1950, va ser votada com la millor pel·lícula en llengua estrangera de 1950 pel Cercle de Crítics de Cinema de Nova York Tanmateix, la part de la pel·lícula Il miracolo va ser condemnada per la Legió Nacional de la Decència com a "anti-catòlica" i "sacrílega" i el febrer de 1951 la New York State Board of Regents, encarregada de la censura cinematogràfica de l'estat, va revocar la llicència per mostrar la pel·lícula.
Això va portar a la demanda Joseph Burstyn, Inc. v. Wilson, finalment decidit per la Cort Suprema dels Estats Units l'any 1952 que, en el que es coneix popularment com "La Decisió Miracle", va declarar que la pel·lícula era una forma d'expressió artística protegida per la llibertat d'expressió a la Primera Esmena de la Constitució dels Estats Units.